# Harmoniki sferyczne

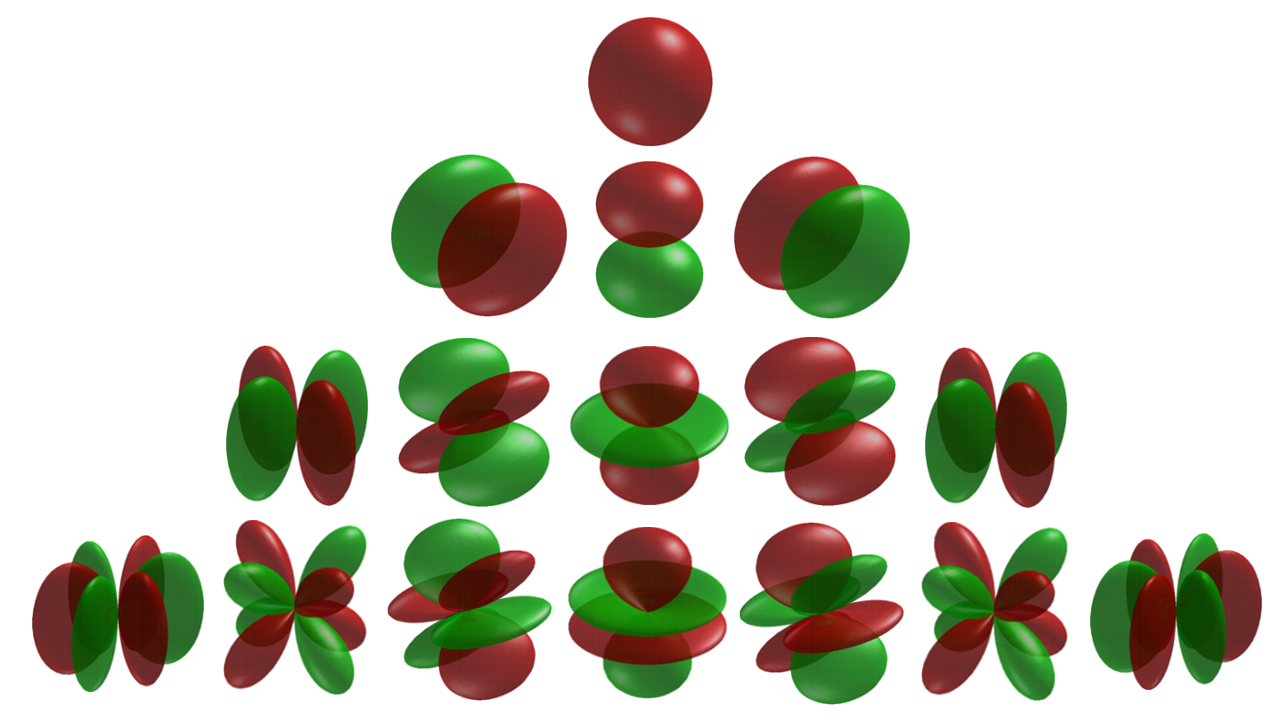
Rys. 1. Przykładowe harmoniki sferyczne dla oraz Kolor czerwony obrazuje część dodatnią funkcji harmonik, a kolor zielony część ujemną.

Rys. 2. Części rzeczywiste harmonik sferycznych dla (od góry do dołu) i (z lewej do prawej).

Harmoniki sferyczne, funkcje sferyczne – funkcje zespolone dwóch zmiennych rzeczywistych, zaliczane do funkcji specjalnych. Definiuje się je jako rozwiązania równania różniczkowego Laplace’a zapisanego w układzie współrzędnych sferycznych:
{\displaystyle \left[{\frac {1}{\sin \theta }}{\frac {\partial }{\partial \theta }}\left(\sin \theta {\frac {\partial }{\partial \theta }}\right)+{\frac {1}{\sin ^{2}\theta }}{\frac {\partial ^{2}}{\partial \phi ^{2}}}+\lambda \right]f(\theta ,\phi )=0,}
gdzie:
{\displaystyle \theta \in (0,\pi ),}
{\displaystyle \phi \in (0,2\pi ),}
{\displaystyle \lambda } – parametr równania,
przy czym wartość współrzędnej radialnej {\displaystyle r} współrzędnych sferycznych jest stała, co redukuje operator Laplace’a do powyżej podanej postaci. Pokazuje się, że aby rozwiązania były nieosobliwe, parametr {\displaystyle \lambda } musi przyjmować wartości dyskretne takie że {\displaystyle \lambda =l(l+1),} gdzie {\displaystyle l=0,1,2,\dots }
Powyższe równanie można otrzymać np. w metodzie rozdzielania zmiennych podczas rozwiązywania równania Schrödingera z potencjałem sferycznie symetrycznym; wtedy {\displaystyle \lambda } jest stałą separacji tej metody.
Przez funkcje sferyczne definiuje się funkcje kuliste, inaczej harmoniki kuliste, również zaliczane do funkcji specjalnych.

## Harmoniki sferyczne
Jeżeli parametr {\displaystyle \lambda } przyjmuje dyskretne wartości, {\displaystyle \lambda =l(l+1),} gdzie {\displaystyle l=0,1,2,\dots ,} to równanie Laplace’a ma rozwiązania nieosobliwe tradycyjnie oznaczane symbolami {\displaystyle Y_{l}^{m}(\theta ,\phi ),} przy czym indeks {\displaystyle m} przyjmuje wartości całkowite oraz
(1) dla {\displaystyle m\geqslant 0{:}}
{\displaystyle Y_{l}^{m}(\theta ,\phi )=(-1)^{m}\cdot C_{l}^{m}\cdot e^{im\phi }\cdot P_{l}^{m}(\cos \theta ),}
gdzie:
{\displaystyle l=0,1,2,\dots } – liczby naturalne,
{\displaystyle m=0,1,\dots ,l} – liczby nie większe niż {\displaystyle l,}
{\displaystyle P_{l}^{m}} – stowarzyszone funkcje Legendre’a,
{\displaystyle i} – jednostka urojona,
{\displaystyle C_{l}^{m}=\left[{\frac {(2l+1)(l-|m|)!}{4\pi (l+|m|)!}}\right]^{1/2}} – stała liczba, tzw. współczynnik normalizacyjny;
(2) dla {\displaystyle m\leqslant 0{:}}
{\displaystyle Y_{l}^{m}(\theta ,\phi )=(-1)^{m}\cdot Y_{l}^{*(-m)}(\theta ,\phi ),}
gdzie:
{\displaystyle l=0,1,2,\dots ,}
{\displaystyle m=0,-1,\dots ,-l} – liczby nie mniejsze niż {\displaystyle -l,}
{\displaystyle Y_{l}^{*(-m)}(\theta ,\phi )} – sprzężenie zespolone funkcji {\displaystyle Y_{l}^{-m}(\theta ,\phi )} zdefiniowanej w punkcie (1).
Funkcje {\displaystyle Y_{l}^{m}(\theta ,\phi )} nazywa się tradycyjnie harmonikami sferycznymi (lub harmonikami kulistymi, funkcjami kulistymi).
Dla danej liczby {\displaystyle l} jest w sumie {\displaystyle 2l+1} liniowo niezależnych rozwiązań postaci {\displaystyle Y_{l}^{m}(\theta ,\phi ),} gdzie {\displaystyle m\in (-l,-l+1,\dots ,l).}

## Własności harmonik sferycznych
Ortonormalność:
{\displaystyle \int \limits _{\Omega }d\Omega \,\,Y_{l}^{m}(\theta ,\phi )\cdot Y_{l'}^{m'\!*}(\theta ,\phi )=\int \limits _{0}^{2\pi }d\phi \int \limits _{0}^{\pi }d\theta \,\sin \theta \cdot Y_{l}^{m}(\theta ,\phi )\cdot Y_{l'}^{m'\!*}(\theta ,\phi )=\delta _{ll'}\delta ^{mm'},}
tj. harmoniki różniące się od siebie co najmniej jedną z liczb {\displaystyle l,l'} lub {\displaystyle m,m'} są ortonormalne, jeżeli określa się je dla punktów na powierzchni sfery, tak że {\displaystyle \theta \in (0,\pi )} oraz {\displaystyle \phi \in (0,2\pi ).}

## Przykłady harmonik sferycznych
Poniższa tabela zawiera w danej kolumnie {\displaystyle 2l+1=1,3,5,7} harmonik {\displaystyle Y_{l}^{m}(\theta ,\phi )} odpowiadających danej wartości {\displaystyle l}
| {\displaystyle Y_{l}^{m}} | l = 0                                       | l = 1                                                                  | l = 2                                                                                   | l = 3 |
| m = -3                    |                                             |                                                                        |                                                                                         | {\displaystyle {\sqrt {\tfrac {35}{64\pi }}}\sin ^{3}{\theta }\,e^{-3i\phi }}                              |
| m = −2                    |                                             |                                                                        | {\displaystyle {\sqrt {\tfrac {15}{32\pi }}}\sin ^{2}{\theta }\,e^{-2i\phi }}           | {\displaystyle {\sqrt {\tfrac {105}{32\pi }}}\sin ^{2}{\theta }\cos {\theta }\,e^{-2i\phi }}               |
| m = −1                    |                                             | {\displaystyle {\sqrt {\tfrac {3}{8\pi }}}\sin {\theta }\,e^{-i\phi }} | {\displaystyle {\sqrt {\tfrac {15}{8\pi }}}\sin {\theta }\,\cos {\theta }\,e^{-i\phi }} | {\displaystyle {\sqrt {\tfrac {21}{64\pi }}}\sin {\theta }\left(5\cos ^{2}{\theta }-1\right)\,e^{-i\phi }} |
| m = 0                     | {\displaystyle {\sqrt {\tfrac {1}{4\pi }}}} | {\displaystyle {\sqrt {\tfrac {3}{4\pi }}}\cos {\theta }}              | {\displaystyle {\sqrt {\tfrac {5}{16\pi }}}\left(3\cos ^{2}{\theta }-1\right)}          | {\displaystyle {\sqrt {\tfrac {7}{16\pi }}}\left(5\cos ^{3}{\theta }-3\cos {\theta }\right)}               |
| m = 1                     |                                             | {\displaystyle -{\sqrt {\tfrac {3}{8\pi }}}\sin {\theta }\,e^{i\phi }} | {\displaystyle -{\sqrt {\tfrac {15}{8\pi }}}\sin {\theta }\,\cos {\theta }\,e^{i\phi }} | {\displaystyle -{\sqrt {\tfrac {21}{64\pi }}}\sin {\theta }\left(5\cos ^{2}{\theta }-1\right)\,e^{i\phi }} |
| m = 2                     |                                             |                                                                        | {\displaystyle {\sqrt {\tfrac {15}{32\pi }}}\sin ^{2}{\theta }\,e^{2i\phi }}            | {\displaystyle {\sqrt {\tfrac {105}{32\pi }}}\sin ^{2}{\theta }\cos {\theta }\,e^{2i\phi }}                |
| m = 3                     |                                             |                                                                        |                                                                                         | {\displaystyle -{\sqrt {\tfrac {35}{64\pi }}}\sin ^{3}{\theta }\,e^{3i\phi }}                              |

## Wykresy harmonik
Harmoniki sferyczne są funkcjami zmiennych {\displaystyle \theta \in (0,\pi )} oraz {\displaystyle \phi \in (0,2\pi ).} Ich wykresy w układzie sferycznym pokazano na rys. 1.

## Ogólne rozwiązanie równania Laplace’a
Ogólne rozwiązanie {\displaystyle f(\theta ,\phi )} równania Laplace’a można wyrazić za pomocą kombinacji liniowej dwóch lub większej liczby funkcji {\displaystyle Y_{l}^{m}(\theta ,\phi )} o różnych wartościach parametrów {\displaystyle l,m.} Rozwiązanie takie znajduje się żądając np. aby były spełnione odpowiednie warunki początkowe lub brzegowe.

## Równanie Laplace’a w mechanice kwantowej

### W równaniu Schrödingera
Równanie Laplace’a pojawia się w mechanice kwantowej. Np. przy rozwiązywaniu równania Schrödingera dla atomu wodoru, na który nie działają żadne pola zewnętrzne (np. pole magnetyczne) operator Hamiltona ma postać
{\displaystyle {\hat {H}}({\vec {r}},t)=-{\frac {\hbar ^{2}}{2m}}\Delta +V({\vec {r}}),}
gdzie {\displaystyle m} – masa elektronu, {\displaystyle \Delta } – operator Laplace’a trzech zmiennych, opisujących położenie {\displaystyle {\vec {r}}} elektronu w atomie. Ze względu na symetrię sferyczną energii potencjalnej {\displaystyle V({\vec {r}})} elektronu oddziałującego siłami elektrycznymi z protonem
{\displaystyle V({\vec {r}})\propto {\frac {e^{2}}{r}},}
gdzie {\displaystyle e} – wartość ładunku elektronu i protonu, wprowadza się współrzędne sferyczne {\displaystyle r,\phi } oraz {\displaystyle \theta } w zapisie operatora Hamiltona. Po rozdzieleniu zmiennej radialnej {\displaystyle r} od zmiennych kątowych {\displaystyle \phi ,\theta } otrzymuje się z równania Schrödingera dwa równania, z których jedno jest równaniem Laplace’a zmiennych {\displaystyle \phi ,\theta .} Rozwiązania tego równania stanowią część funkcji falowej elektronu, zwanej orbitalem; jej kwadrat przedstawia gęstość prawdopodobieństwa znalezienia elektronu w atomie.

### W równaniu własnym operatora momentu pędu
Równanie Laplace’a pojawia się także w postaci operatora kwadrat momentu pędu, odpowiadającego operatorowi Hamiltona swobodnego atomu wodoru (omówionego wyżej), tj.
{\displaystyle {\hat {L}}^{2}=-\hbar ^{2}\Delta }
lub, zapisując go we współrzędnych sferycznych
{\displaystyle {\hat {L}}^{2}=-\hbar ^{2}\left[{\frac {1}{\sin \theta }}{\frac {\partial }{\partial \theta }}\sin \theta {\frac {\partial }{\partial \theta }}+{\frac {1}{\sin ^{2}\theta }}{\frac {\partial ^{2}}{\partial \phi ^{2}}}\right].}
Z rozwiązania równania własnego tego operatora
{\displaystyle {\hat {L}}^{2}\psi (\theta ,\psi )=L^{2}\psi (\theta ,\phi )}
otrzymuje się jako funkcje własne harmoniki sferyczne
{\displaystyle \psi (\phi ,\theta )\propto {Y_{l}^{m}(\theta ,\phi )}}
oraz wartości własne
{\displaystyle L^{2}=\hbar ^{2}\,l(l+1),}
które są dyskretne, gdyż {\displaystyle l=0,1,2,\dots } Oznacza to, że także wartości moment pędu {\displaystyle L} są dyskretne (skwantowane), bo {\displaystyle L=\hbar {\sqrt {l(l+1)}}.}
Danej wartości {\displaystyle L} momentu pędu odpowiada {\displaystyle 2l+1} różnych funkcji własnych {\displaystyle Y_{l}^{m}(\theta ,\phi ),} {\displaystyle m=0,-1,\dots ,-l} operatora {\displaystyle {\hat {L}}} mających różne wartości liczby {\displaystyle m.} Wartości własne operatora Hamiltona (czyli energie atomu) są także identyczne dla wszystkich tych liczb {\displaystyle m,} a tej samej liczbie {\displaystyle l.} W takiej sytuacji mówi się, że poziomy energetyczne swobodnego atomu są zdegenerowane.

### Magnetyczna liczba kwantowa m
Degenerację energii usuwa umieszczenie atomu w zewnętrznym polu magnetycznym – obserwuje się wtedy rozszczepienie linii widmowych atomu (zjawisko Zeemana). W opisie kwantowomechanicznym tego przypadku każdej parze liczb {\displaystyle l} oraz {\displaystyle m} odpowiada inna wartość energii. Dyskretność wartości liczby {\displaystyle m} implikuje dyskretność poziomów energetycznych atomu w polu. Z tego względu liczbę {\displaystyle m} nazywa się magnetyczną liczbą kwantową. Opis kwantowomechaniczny tego przypadku wymaga dodania dodatkowego składnika do operatora Hamiltona, odpowiadającego za oddziaływanie elektronu z polem.